# Scott Brooks
Scott Brooks (* 31. Juli 1965 in French Camp, Kalifornien) ist ein US-amerikanischer Basketballtrainer und ehemaliger -spieler. Als 1,80 Meter großer Point Guard war Brooks zehn Jahre in der NBA aktiv, bevor er eine Karriere als Trainer einschlug. Seit der Saison 2008/09 bis zum Sommer 2015 war er Cheftrainer der Oklahoma City Thunder, 2010 gewann er die Wahl zum Trainer des Jahres. Zuletzt war er als Head Coach der Washington Wizards tätig.

## Laufbahn

### Spielerkarriere
Brooks spielte zunächst ein Jahr College-Basketball für das Team der Texas Christian University und anschließend eine Saison lang am kleinen Community College San Joaquin Delta College in Kalifornien. Sein drittes und viertes Collegejahr verbrachte er an der University of California, Irvine, wo er im Abschlussjahr pro Spiel im Schnitt 23,8 Punkte erzielte. Im Jahr 2001 wurde er in die Hall of Fame der Universität aufgenommen.
Nachdem ihn im NBA-Draft 1987 kein NBA-Klub ausgewählt hatte, schloss Brooks sich den von Bill Musselman trainierten Albany Patroons in der Continental Basketball Association (CBA) an. Die Patroons gewannen den Meistertitel und Brooks wurde ins All-Rookie Team gewählt. Danach spielte er kurzzeitig für die Fresno Flames in der World Basketball League, bevor er 1988 bei den Philadelphia 76ers seinen ersten NBA-Vertrag bekam. In der ersten Saison war der 1,80 m große Brooks dort zweiter Point Guard hinter Maurice Cheeks.
Insgesamt zehn Spielzeiten war Brooks als Backup Point Guard – nur 7 seiner 680 Spiele in der regulären Saison bestritt er von Anfang an – in der NBA aktiv. Auf die Sixers folgten die Minnesota Timberwolves (1990–1992), Houston Rockets (1992–1995), Dallas Mavericks (1995–1996), New York Knicks (1996–1997) und die Cleveland Cavaliers (1997–1998). Bei einer durchschnittlichen Einsatzzeit von 13,6 Minuten gelangen ihm während seiner NBA-Karriere im Schnitt 4,9 Punkte und 2,4 Assists. Sechsmal erreichte er mit seinen Teams die Play-offs. Größter Erfolg war der Gewinn der Meisterschaft mit den Rockets in der Saison 1993/94, allerdings kam Brooks nur in 5 der 23 Playoffspiele zum Einsatz.

### Trainerkarriere
In der Saison 2000/01 war Brooks Spieler und zugleich Co-Trainer der Los Angeles Stars in der ABA. In der folgenden Saison wirkte er in der ABA als Cheftrainer bei den Southern California Surf und führte das Team zu einem Saisonergebnis von 23 Siegen bei 14 Niederlagen.
Nach Stationen als Co-Trainer bei den Denver Nuggets (2003–2006) und Sacramento Kings (2006–2007) wurde Brooks 2007 Co-Trainer von P. J. Carlesimo bei den Seattle SuperSonics. In die Saison 2008/09 startete das frisch nach Oklahoma City umgezogene Franchise mit nur einem Sieg aus 13 Spielen, sodass Trainer Carlesimo gefeuert wurde. Brooks übernahm als Interimstrainer und führte die Thunder, die zwischenzeitlich sogar eine Bilanz von 3 zu 29 aufwiesen, mit 22 Siegen gegenüber 47 Niederlagen noch zu einer Saisonbilanz von 23 zu 59.
In der folgenden Spielzeit, der ersten vollen Saison unter seiner Leitung, erreichte die Mannschaft mit 50 Siegen bei 32 Niederlagen den achten Platz der Western Conference und damit den Einzug in die Play-offs. Die Steigerung um 27 Siege im Vergleich zur Vorsaison war die achtbeste derartige Leistungssteigerung in der Geschichte der NBA. Aus dem im Vorjahr noch weit abgeschlagenen Team einen Playoffteilnehmer geformt zu haben, brachte Brooks die Auszeichnung als Trainer des Jahres ein. Das Aus in den Play-offs kam in der ersten Runde gegen die Los Angeles Lakers, wo Oklahoma City dem späteren Meister mit 2:4 unterlag.
Die Saison 2010/11 beendeten die Oklahoma City Thunder mit einer Bilanz von 55 zu 27 auf dem vierten Platz der Western Conference. In den Playoffs setzte sich das Team 4:1 gegen die Denver Nuggets und 4:3 gegen die Memphis Grizzlies durch, bevor es im Conference-Finale mit 1:4 gegen den späteren Meister Dallas Mavericks ausschied.
In der Saison 2011/12 wurde Brooks als Trainer der zu diesem Zeitpunkt die Western Conference anführenden Oklahoma City Thunder für das NBA All-Star Game 2012 zum Trainer der West-Auswahl berufen.

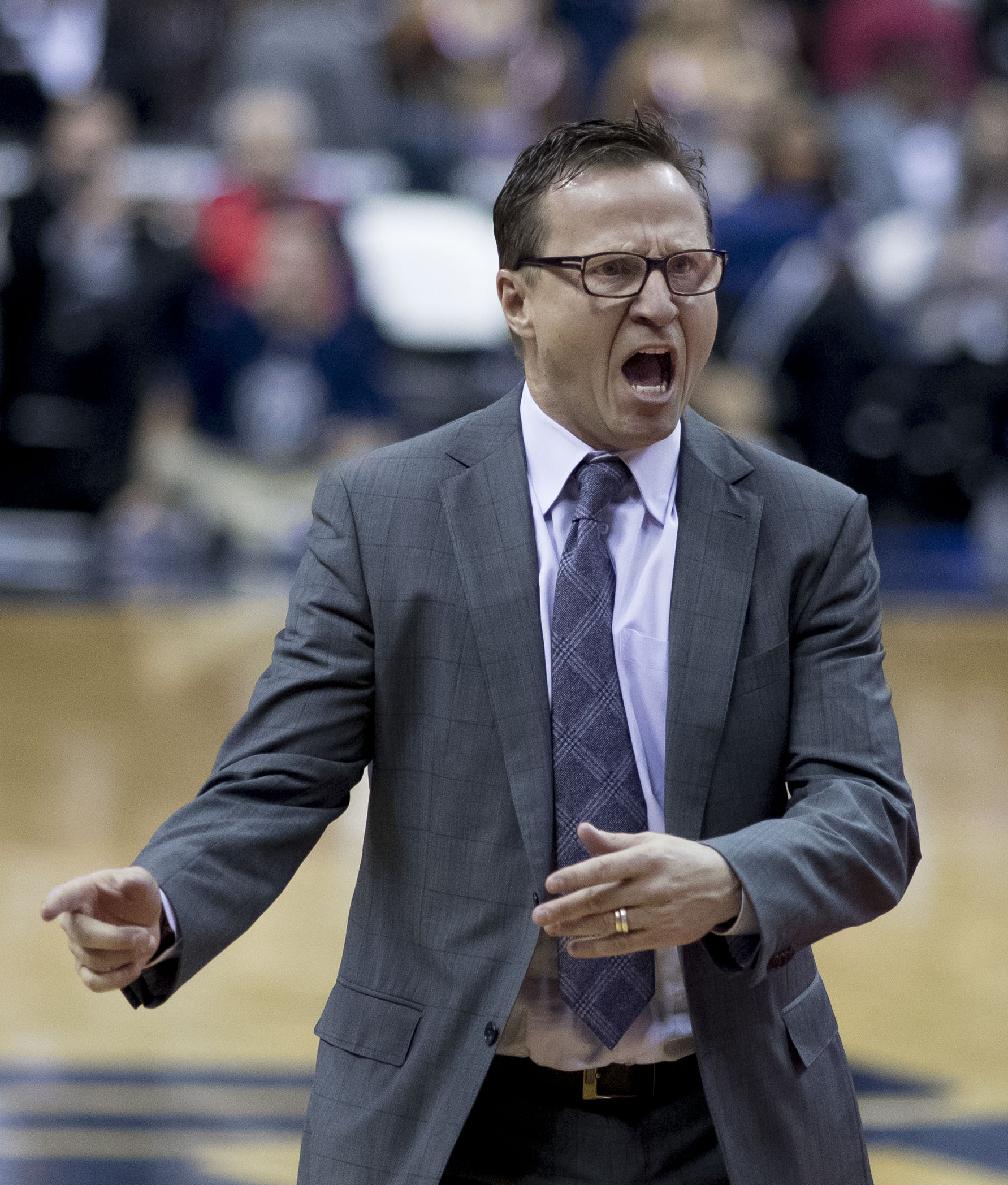
Scott Brooks im Dezember 2016 als Headcoach der Wizards gegen die Charlotte Hornets

Nachdem die Thunder in der Spielzeit Saison 2014/15 die Playoffs verpassten, wurde Brooks nach Saisonende von seinen Aufgaben als Head Coach entbunden und durch Billy Donovan ersetzt.
Zur Saison 2016/17 wurde Brooks neuer Headcoach der Washington Wizards, die sich zuvor von ihrem bisherigen Headcoach Randy Wittman getrennt hatten. Bei dem Team aus der Hauptstadt erhielt Brooks einen Vertrag bis 2021. Am 16. Juni 2021 gaben die Wizards bekannt, dass man sich mit Brooks nicht auf eine Vertragsverlängerung einigen konnte.

## Belege
1. ↑  UC Irvine Hall of Fame Inductees (Memento des Originals vom 27. März 2012 im Internet Archive)  Info: Der Archivlink wurde automatisch eingesetzt und noch nicht geprüft. Bitte prüfe Original- und Archivlink gemäß Anleitung und entferne dann diesen Hinweis. auf ucirvinesports.com, abgerufen am 3. April 2012.
2. ↑  Karrierestatistiken auf basketball-reference.com, abgerufen am 3. April 2012.
3. ↑  Thunder fire Carlesimo; Brooks named interim coach auf nba.com, abgerufen am 3. April 2012.
4. ↑  Rising Thunder arrive in West finals John Hollinger, espn.com, abgerufen am 3. April 2012.
5. ↑  2008-09 Oklahoma City Thunder Schedule and Results auf basketball-reference.com, abgerufen am 3. April 2012.
6. ↑  Trainerprofil Scott Brooks auf nba.com, abgerufen am 3. April 2012.
7. ↑  Brooks named 2009-10 NBA Coach of the Year (Memento des Originals vom 25. April 2010 im Internet Archive)  Info: Der Archivlink wurde automatisch eingesetzt und noch nicht geprüft. Bitte prüfe Original- und Archivlink gemäß Anleitung und entferne dann diesen Hinweis. Offizielle Pressemitteilung auf nba.com, abgerufen am 3. April 2012.
8. ↑  2009-10 NBA Season Summary auf basketball-reference.com, abgerufen am 3. April 2012.
9. ↑  2010-11 NBA Season Summary auf basketball-reference.com, abgerufen am 3. April 2012.
10. ↑  Thunder’s Brooks earns spot as West coach for All-Star Game nba.com, abgerufen am 3. April 2012.
11. ↑  Perform Media Deutschland GmbH: NBA News: Stan Van Gundy nicht mehr Trainer der New Orleans Pelicans - auch Scott Brooks und die Washington Wizards trennen sich. 16. Juni 2021, abgerufen am 16. Juni 2021.

1963: Gallatin |
1964: Hannum |
1965: Auerbach |
1966: Schayes |
1967: J. Kerr |
1968: Guerin |
1969: Shue |
1970: Holzman |
1971: Motta |
1972: Sharman |
1973: Heinsohn |
1974: R. Scott |
1975: P. Johnson |
1976: Fitch |
1977: Nissalke |
1978: H. Brown |
1979: Fitzsimmons |
1980: Fitch |
1981: McKinney |
1982: Shue |
1983: Nelson |
1984: Layden |
1985: Nelson |
1986: Fratello |
1987: Schuler |
1988: Moe |
1989: Fitzsimmons |
1990: Riley |
1991: Chaney |
1992: Nelson |
1993: Riley |
1994: Wilkens |
1995: Harris |
1996: Jackson |
1997: Riley |
1998: Bird |
1999: Dunleavy |
2000: Rivers |
2001: L. Brown |
2002: Carlisle |
2003: Popovich |
2004: H. Brown |
2005: D’Antoni |
2006: A. Johnson |
2007: Mitchell |
2008: B. Scott |
2009: M. Brown |
2010: Brooks |
2011: Thibodeau |
2012: Popovich |
2013: Karl |
2014: Popovich |
2015: Budenholzer |
2016: S. Kerr |
2017: D’Antoni |
2018: Casey |
2019: Budenholzer |
2020: Nurse |
2021: Thibodeau |
2022: Williams |
2023: M. Brown |
2024: Daigneault |
2025: Atkinson
| Personendaten    | Personendaten                       |
| ---------------- | ----------------------------------- |
| NAME             | Brooks, Scott                       |
| KURZBESCHREIBUNG | US-amerikanischer Basketballtrainer |
| GEBURTSDATUM     | 31. Juli 1965                       |
| GEBURTSORT       | French Camp, Kalifornien, USA       |